# Tom Jager
Thomas Michael Jager, conegut com a Tom Jager, (Collinsville, Estats Units 1964) és un nedador nord-americà, ja retirat, especialista en distàncies curtes i guanyador de quatre medalles olímpiques.

## Biografia
Va néixer el 6 d'octubre de 1964 a la ciutat de Collinsville, població situada a l'estat d'Illinois.

## Carrera esportiva
Va participar, als 23 anys, als Jocs Olímpics d'Estiu de 1988 celebrats a Seül (Corea del Sud), on va aconseguir guanyar la medalla d'or en la prova dels relleus 4x100 metres lliures i la medalla de plata en la prova dels 50 metres lliures, just per darrere del seu company Matt Biondi, el gran dominador d'aquells Jocs. En els Jocs Olímpics d'Estiu de 1992 celebrats a Barcelona (Catalunya) va aconseguir revalidar la medalla d'or en els relleus 4x100 metres lliures si bé únicament fou tercer en els 50 metres lliures, aquesta vegada darrera Aleksandr Popov i novament Matt Biondi.
Al llarg de la seva carrera guanyà cinc medalles al Campionat del Món de natació, entre elles quatre medalles d'or, cinc medalles d'or als Jocs Pan Pacífics i dues medalles als Jocs Panamericans, una d'elles d'or.